# Horizont Evropa

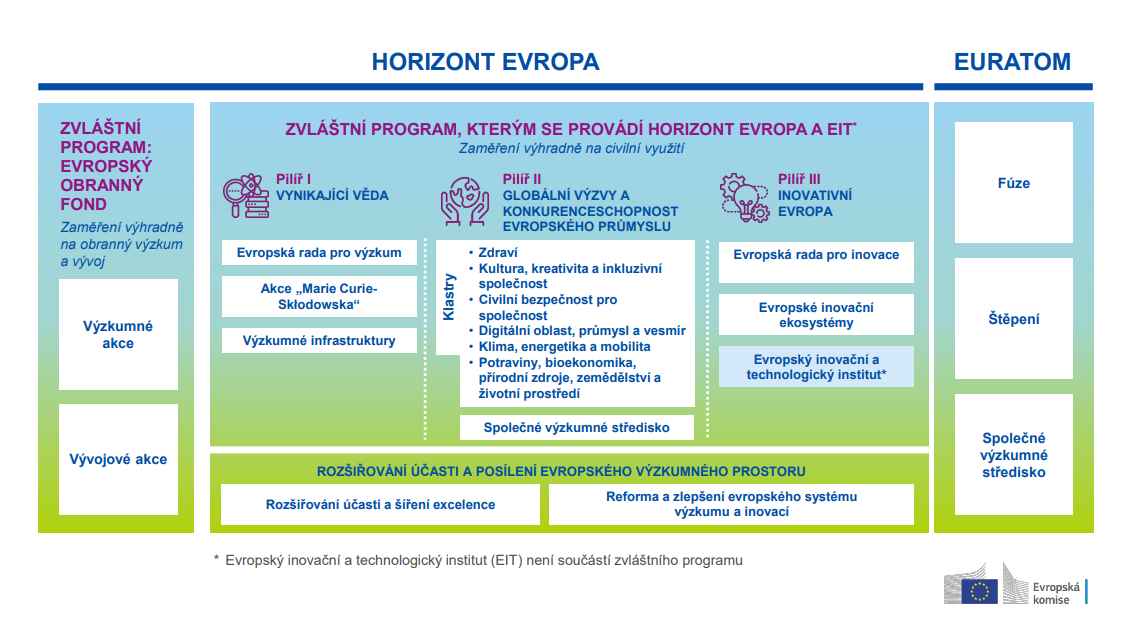
Struktura Horizontu Evropa

Horizont Evropa je sedmiletý rámcový grantový program Evropské unie pro výzkum a inovace pro období 2021-2027. Financuje společný evropský výzkum a inovace částkou 95,5 mld €, což je o 30 % více, než získal jeho předchůdce Horizont 2020. Navýšení rozpočtu odráží skutečnost, že výzkum a inovace zůstávají jednou z hlavních politických priorit EU. Rozpočet je rozdělen mezi tři hlavní pilíře a jednu průřezovou oblast programu. Největší část rozpočtu je určena na řešení globálních výzev.

## Struktura programu
Horizont Evropa je pilířově strukturovaný  

### První pilíř
První pilíř je zaměřen na excelentní vědu, především na projekty Evropské rady pro výzkum a také na akce Marie Skłodowska-Curie (MSCA sítě pro doktorandy, MSCA individuální granty pro postdoktorandy, MSCA výměnné pobyty, MSCA COFUND a MSCA a občané). Součástí tohoto pilíře jsou i výzkumné infrastruktury.

### Druhý pilíř
Druhý pilíř se věnuje globálním výzvám a konkurenceschopnosti evropského průmyslu. Společně se Společným výzkumným střediskem tento pilíř sdružuje šest širokých tematických klastrů, které reprezentují globální výzvy dnešního světa. Priority každého klastru jsou rozděleny do tzv. oblastí intervence. 

### Třetí pilíř
Třetí pilíř se soustředí na koncept inovativní Evropy. Řeší se v něm téma evropských inovačních ekosystémů a jeho součástí jsou Evropská rada pro inovace (EIC) a Evropský inovační a technologický institut (EIT). 

## Národní informační centrum pro evropský výzkum
Národní informační centrum pro evropský výzkum je oddělením Technologického centra Praha. Sdružuje tzv. národní kontakty (National contact points, NCPs), které poskytují podporu českým vědcům, výzkumným týmům a inovátorům při zapojování se do evropských rámcových programů. Národní kontaktní pracovníci jsou oficiálně nominováni Ministerstvem školství, mládeže a tělovýchovy České republiky a Evropskou komisí. Jsou zodpovědní za jednotlivé tematické oblasti vědy i průřezové agendy evropských programů pro výzkum a inovace. Technologické centrum Praha zaštiťuje českou síť národních kontaktů již od roku 1998. Služby a poradenství Národního informačního centra pro evropský výzkum jsou poskytovány bezplatně. Mezi aktivity kontaktů také patří publikační činnost ve formě tvorby e-learningových videí, podcastu či časopisu Echo.